# سان ماركو دالونزيو
سان ماركو دالونزيو (بالإيطالية: San Marco d'Alunzio)‏ هي بلدية في مقاطعة ميسينا في صقلية الإيطالية.

## السكان
في سنة 1861 بلغ عدد السكان 1٬246 نسمة، وتطور العدد ليصل في سنة 2011 لـ 2٬083 نسمة.
يظهر هذا المخطط البياني تطور النمو السكاني لـ سان ماركو دالونزيو

## توأمة
لسان ماركو دالونزيو اتفاقيات توأمة مع:
- غاليانو كاستلفيراتو